# Тяп-ляп
«Тяп-ляп» — анімаційний фільм 1977 року Творчого об'єднання художньої мультиплікації студії Київнаукфільм, режисер — Володимир Гончаров.

## Над мультфільмом працювали
- Режисер: Володимир Гончаров
- Автор сценарію:
- Композитор:
- Художник-постановник: Галина Бабенко
- Оператор:
- Звукорежисер: Ірина Чефранова